# Polypodium subsimile
Polypodium subsimile là một loài dương xỉ trong họ Polypodiaceae. Loài này được Col. mô tả khoa học đầu tiên năm 1888.
Danh pháp khoa học của loài này chưa được làm sáng tỏ. 